# Křížová cesta (Zlatnice)
Křížová cesta s kapličkou Zlatnice na Jičínsku se nachází přibližně jeden kilometr východně od obce Vidochov a západním směrem od obce Borovnice poblíž prameniště potoka Zlatnice.

## Historie
Původní křížovou cestu tvoří čtrnáct zastavení v podobě betonových sloupků s vrcholovou kapličkou s mělkou nikou. Stojí podél elipsovité cesty od silnice ke kapli Panny Marie.

### Poutní místo
Poblíž prameniště potoka Zlatnice, kde bývalo těženo zlato, byla postavena původně dřevěná kaple. Postavili ji horníci pro zázračnou sošku Panny Marie, kterou nalezli při těžbě zlata v údolí. Nová zděná kaple Panny Marie byla postavena roku 1938 spolu s křížovou cestou.
Kaple i zastavení byla časem poničena. Roku 2010 se hasiči z Borovnice rozhodli obnovit areál i každoroční pouti ke kapli. Petr Riedel z Nové Paky roku 2011 opravil osm dochovaných původních pašijových obrazů od Jana Rainmundy a namaloval pět nových náhradou za zničené. Nových čtrnáct betonových zastavení křížové cesty bylo postaveno podél staré poutní cesty, která vede od kaple mírně do kopce směrem k silnici Borovnice - Horka u Nové Paky. Původních čtrnáct poškozených betonových zastavení křížové cesty stojí nadále podél elipsovité cesty před kaplí.
Soška z kaple Panny Marie je umístěna na hlavním oltáři klášterního kostela v Nové Pace. Poblíž poutního místa se nacházejí dvě studánky.
První pouť po opravě poutního místa se konala dne 20. června 2010.

## Galerie

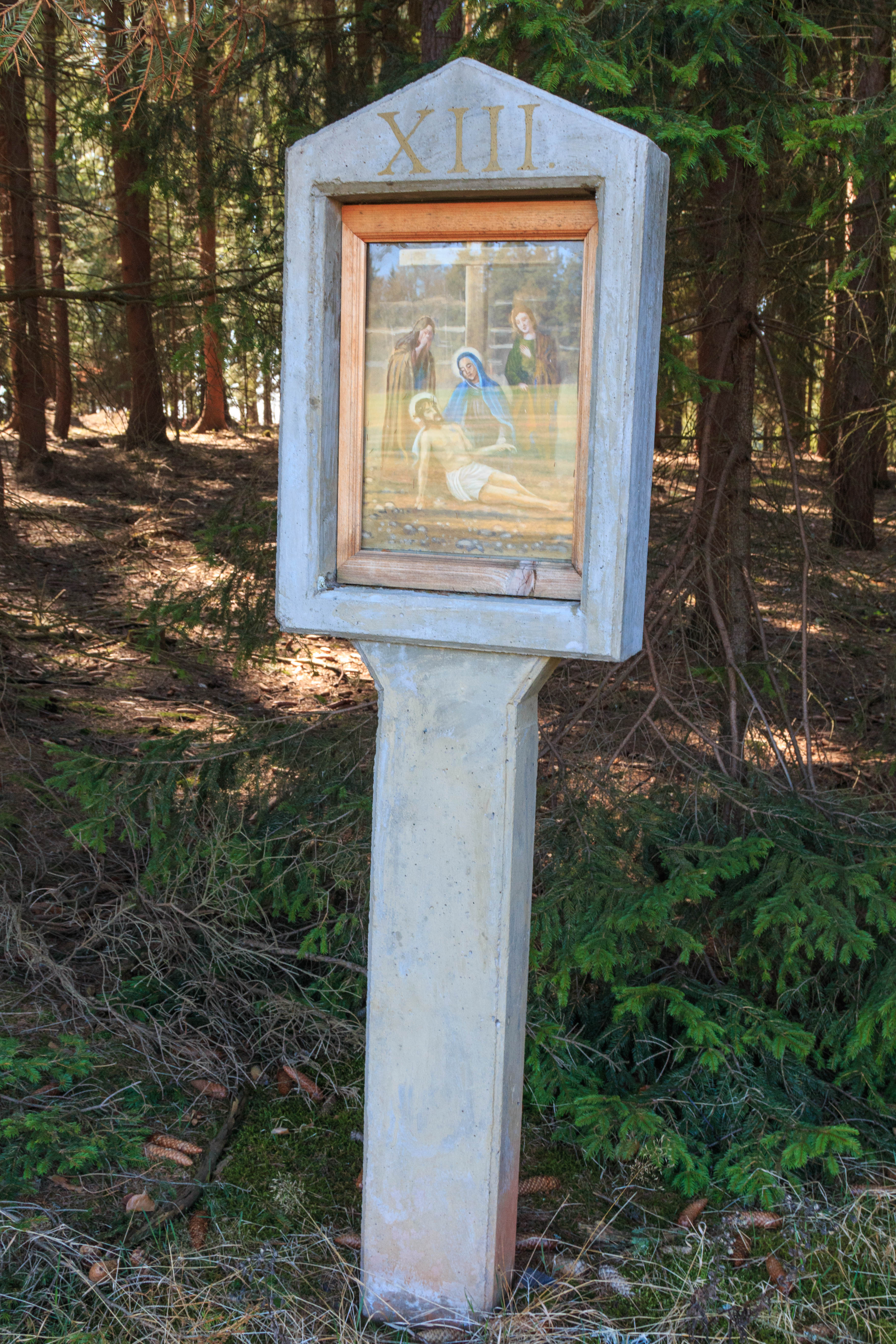
Nová zastavení křížové cesty u Zlatnice
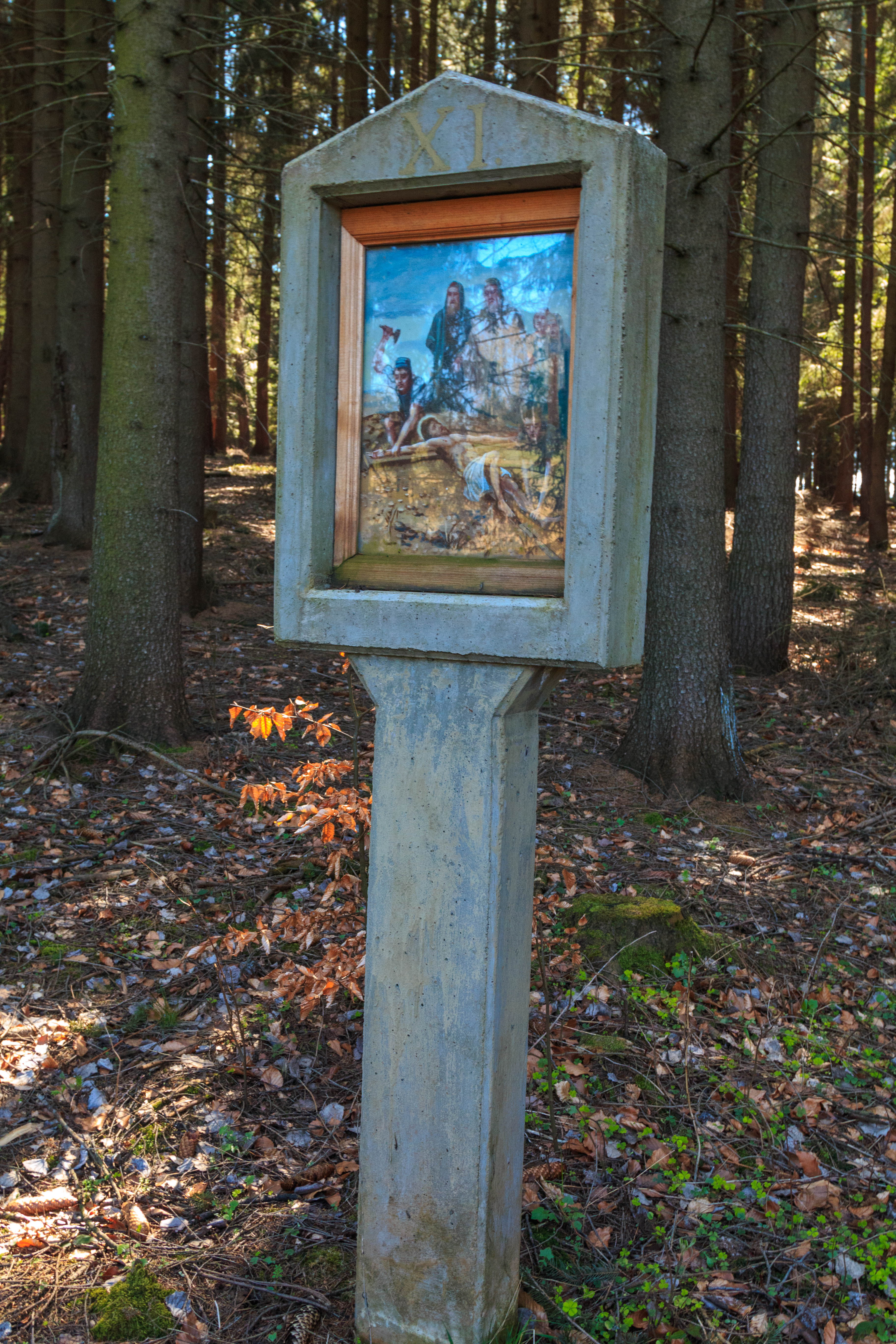
Nová zastavení křížové cesty u Zlatnice
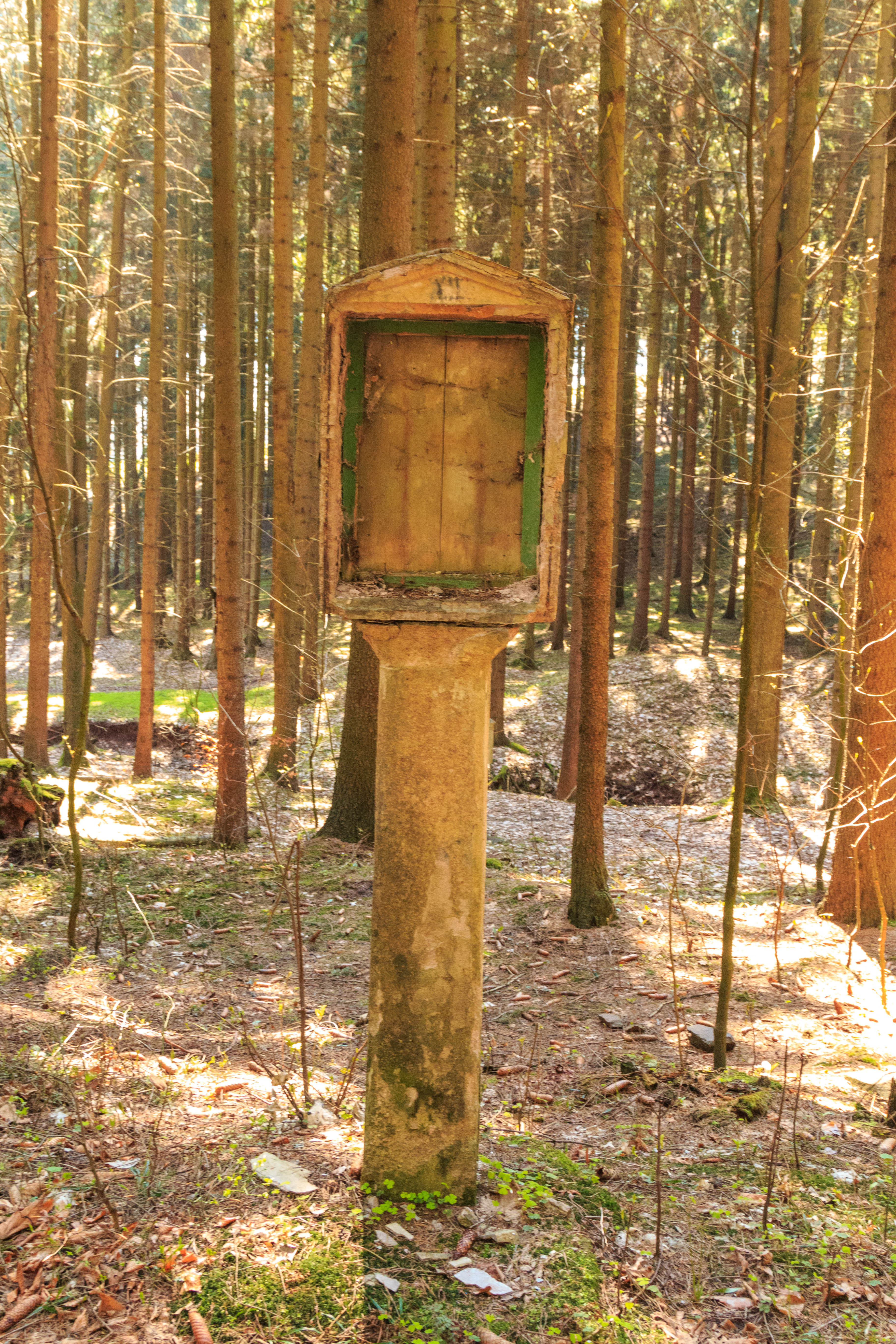
Stará zastavení Křížové cesty Zlatnice
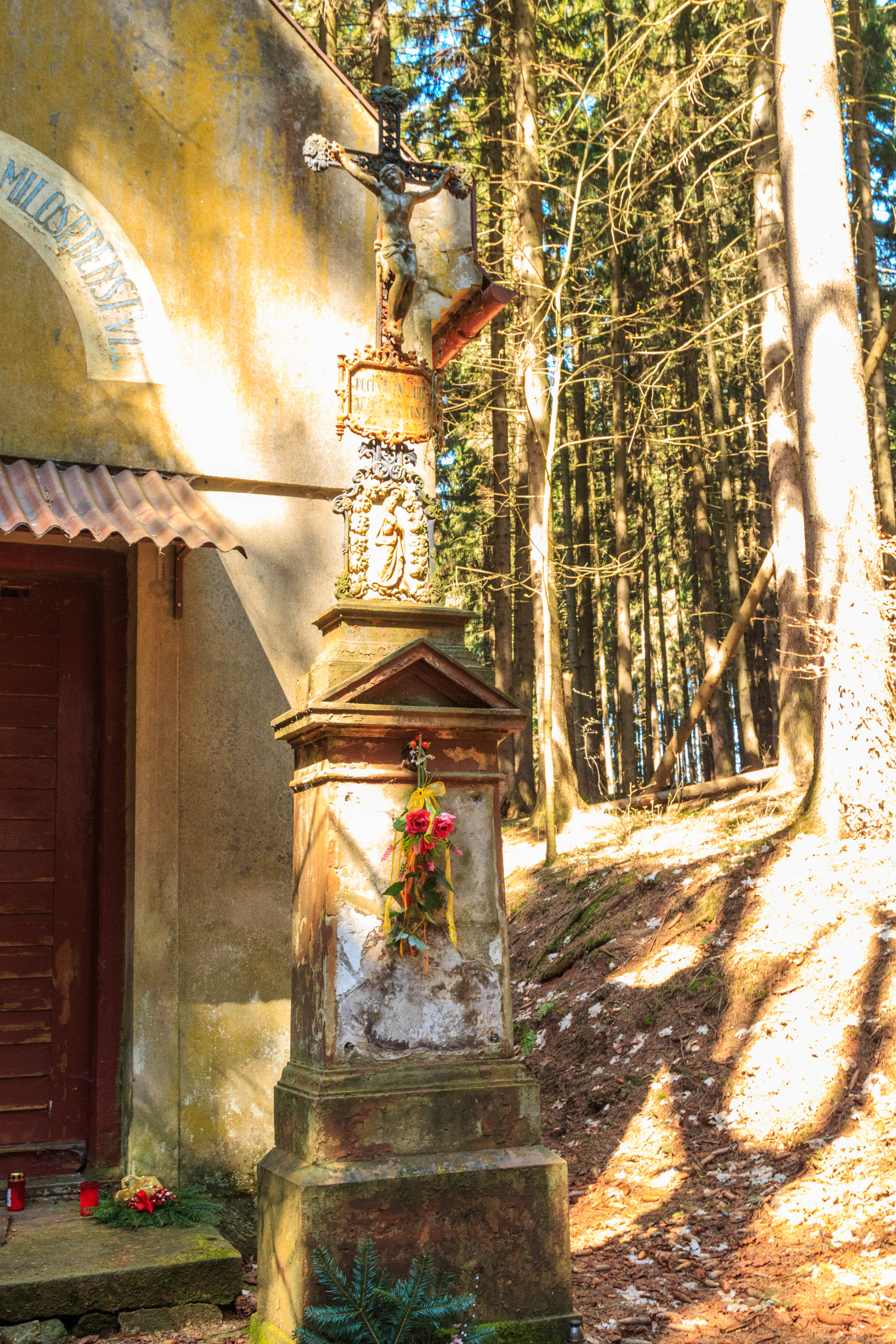
Poutní kaple Panny Marie ve Zlatnici